# Burg Alt-Neuenstein
Die Burg Alt-Neuenstein ist eine abgegangene Höhenburg rechts der Rench oberhalb der Gemeinde Lautenbach im Ortenaukreis in Baden-Württemberg.
Die Burg wurde von den Herren von Neuenstein im 12. Jahrhundert erbaut, 1123 erwähnt und im 14. Jahrhundert aufgegeben. Von der nicht genau lokalisierbaren Burganlage ist nichts erhalten.